# Керимова, Седагет Кайинбековна
Седаге́т Кайинбе́ковна Кери́мова (азерб. Sədaqət Qayınbəy qızı Kərimova, лезг. Керимрин Седакъет Къайинбеган руш; 30 марта 1953, Гусар, Азербайджанская ССР) — лезгинская поэтесса, писательница, драматург, публицистка, композитор, режиссер. Пишет на трёх языках: лезгинском, азербайджанском и русском. Заслуженный работник культуры Азербайджана (2005).
С 1997 года по сей день является главным редактором лезгинской газеты "Самур", которую издает своими средствами в Баку. Создатель лезгинского ансамбля песни и танца «Сувар», которым руководила в течение 20 лет (1996-2016). Автор сценария, композитор и продюсер первого лезгинского художественного фильма "Холодное солнце", которая завоевала большую любовь зрителей. Она также является автором и режиссёром художественных фильмов «Потерянный дневник» и «Безмолвный крик». Ею созданы десятки документальных, музыкальных, этнографических фильмов о жизни и быте лезгин. Свыше ста песен, слова и музыка которых принадлежат С.Керимовой, исполняются многими известными певцами Азербайджана и Дагестана.

## Биография
Седагет Керимова родилась 30 марта 1953 года в Гусарском районе Азербайджанской ССР. В 1969 году окончила Кусарскую среднюю школу № 1, в 1974 – факультет журналистики Азербайджанского Государственного университета. В студенческие годы работала внештатным корреспондентом газеты «Азербайджан генджлери» («Молодёжь Азербайджана»). С 1974 года, 17 лет подряд была корреспондентом газеты «Совет кенди» ЦК КП Азербайджана. Затем работала завотделом газеты «Азербайджан», заместителем главного редактора газеты «Гюнай». С 1997 года С.Керимова является главным редактором газеты «Самур», которая издается на ее личные средства.
Со школьных лет её стихи, рассказы и статьи начали периодически печататься в республиканских изданиях.
С.Керимова автор 40 изданных книг, в которые вошли стихи, поэмы, рассказы, повести, романы и пьесы автора. Из под её пера на азербайджанском языке вышли книги прозы: «Немой крик» (“Səssiz haray”), «В одну весеннюю ночь» (“Bir yaz gecəsi”), «Блажная» (“Hal”), «На закате» (“Qürub”), «Белая печаль» (“Ağ qəm”), «Чужая боль» (“Özgə ağrısı”) и поэтические сборники: «Грустные трели» (“Qərib quşun nəğməsi”), «Взгляни в свою душу» (“Qəlbinə boylan, insan!”).
На лезгинском языке увидели свет её книги поэзии: «Сыграй Лезгинку» («Лезгинкадал илига»), «Вставай, вселенная «Лезгинку» пляши» («Къарагъ дуьнья, «Лезгинкадал» кьуьлериз»), «Еще одна весна» («Мад са гатфар»), «Солнце смеется» («Рагъ хъуьрезва»), «На годекане чувств» («Гьиссерин кимел»), книги прозы: «Холодное солнце» («Къайи рагъ»), «Песня Лея» («Леян мани»), «Потерянный дневник» («Квахьай йикъарган»).
На русском языке изданы её книги поэзии и прозы «За семью горами», «Блажная», «Медвежий дождь», «Дум моих узоры».
Она автор энциклопедии «КцIар, кцIарвияр - Qusar, qusarlılar» («Кусары, кусарцы») написанной ею на лезгинском и азербайджанском языках. В эту уникальную книгу в 700 страниц, вошли ценные материалы об истории, этнографии, просвещении, традициях и обычаях лезгинского народа. Интересны исследования автора в качестве историка, языковеда, журналиста, переводчика а также человека, хорошо знающего и глубоко привязанного к Кусарам. Для специалистов, занимающихся изучением лезгинского и азербайджанского языков, эта книга является ценной находкой.
В 2003 году известный писатель-журналист Музаффар Меликмамедов издал публицистическую книгу под названием «Седагет» рассказывающую о жизни и творчестве С.Керимовой.
В 2013 году Нобелевский Информационный Центр Азербайджанской Республики выпустил библиографическую книгу «Жизнь и творчество Седагет Керимовой».
А в 2014 году Азербайджанская Национальная Библиотека издала книгу «Седагет Керимова. Библиография», посвященную жизни и творчеству автора.
В 2017 году в Турции издана её книга «Лезгие» в переводе на турецкий язык Абдулла Кубалы.
Две книги под названием «Мой поэтический народ» С.Керимовой посвящены лезгинскому фольклору. Издателем первой книги является Институт Фольклора Азербайджанской Академии Наук, куда вошли собранные автором лезгинские народные четверостишия, а также перевод их на азербайджанский язык, сделанный ею. А вторая аналогичная книга под названием «Зи зари халкь» вышла в издательстве «Азербайджан» на лезгинском языке.
Седагет Керимова вместе с Музаффаром Меликмамедовым составила и выпустила «Лезгинско-азербайджанский» и «Азербайджанско-лезгинский» словари.
С.Керимова также является композитором. Она пишет музыку на свои слова. Тексты и ноты 100 её песен включены в её книгу под названием «Зи манияр» («Мои песни») (2018).

## Награды и премии
- Премия «Золотое перо» Союза Журналистов Азербайджана (1984).
- Премия им. Гасанбека Зардаби Союза Журналистов Азербайджана (1993).
- Премия им. Хуршудбану Натаван Независимого Профсоюза СМИ Азербайджана.
- Премия им. Мехсети Гянджеви Независимого Профсоюза СМИ Азербайджана (1995).
- Премия Мира Азербайджанского Национального Комитета Хельсинкской Гражданской Ассамблеи (2003),
- Заслуженный работник культуры Азербайджана (21 июля 2005 года) — в связи со 130-летием Азербайджанской национальной прессы за заслуги в развитии журналистики[1][2].
- Премия «Шарвили» одноимённого фонда Республики Дагестан (2009).
- Почётная грамота Правительственной комиссии по делам соотечественников за рубежом (2012)[3].
- Почётный знак «За любовь к родной земле» (14 сентября 2017 года, Республика Дагестан, Россия) — за большой вклад в укрепление торгово-экономических и культурных связей Республики Дагестан с зарубежными государствами[4].
- Грамота Правительственной комиссии по делам соотечественников за рубежом (2019)[5].
- Орден «За заслуги перед Республикой Дагестан» (15 февраля 2024 года, Республика Дагестан, Россия) — за заслуги перед республикой и плодотворную работу[6].